# (57061) 2001 MZ26
2001 أم زد 26 (ويعرف أيضًا باسم (57061) 2001 أم زد 26 وفق تسمية الكوكب الصغير) (بالإنجليزية: 2001 MZ26)‏ هو كويكب ضمن حزام الكويكبات؛ وترتيبه 57061 من حيث الاكتشاف.
اكتُشف هذا الجُرم الفلكي بواسطة تعقب الأجرام القريبة من الأرض في 19 يونيو 2001.

## وصلات خارجية
- (57061) 2001 MZ26 في قاعدة بيانات مختبر الدفع النفاث لأجرام النظام الشمسي الصغيرة

- الاكتشاف · مخطط المدار ·  العناصر المدارية · المعلمات المادية

- (57061) 2001 MZ26 على موقع ويكي سكاي: DSS2, SDSS, GALEX, IRAS, Hydrogen α, X-Ray, Astrophoto, Sky Map, Articles and images